# 莉萨·斯赫纳尔德
莉萨·斯赫纳尔德（荷蘭語：Lisa Scheenaard，1988年9月5日—），荷兰女子赛艇运动员，2019年世界赛艇锦标赛女子双人双桨铜牌得主、2020年夏季奥林匹克运动会女子双人双桨铜牌得主。